# Боровлянський
Боровля́нський (рос. Боровлянский) — селище у складі Троїцького району Алтайського краю, Росія. Входить до складу Біловської сільської ради.

## Населення
Населення — 141 особа (2010; 223 у 2002).
Національний склад (станом на 2002 рік):
- росіяни — 88 %